# Antônio Carlos Ribeiro de Andrada (IV)
Antônio Carlos Ribeiro de Andrada (Barbacena, 5 de setembro de 1870 — Rio de Janeiro, 1 de janeiro de 1946) foi um político brasileiro, prefeito de Belo Horizonte, presidente da Câmara dos Deputados do Brasil, senador da República, presidente da Assembleia Nacional Constituinte de 1932-1933, ministro de estado e presidente do estado de Minas Gerais.

## Biografia

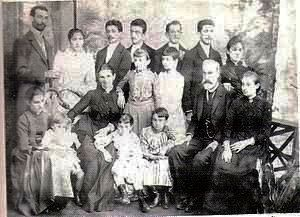
Antonio Carlos III & família

Da terceira geração dos Andradas e quarto político deste nome, era bisneto de José Bonifácio de Andrada e Silva - o Patriarca da Independência, neto do Conselheiro Martim Francisco Ribeiro de Andrada e sobrinho de José Bonifácio, o Moço.
Seu pai, deputado geral e senador estadual por Minas Gerais, Antônio Carlos Ribeiro de Andrada, mudou-se de São Paulo para Barbacena na segunda metade do século XIX para casar-se com D. Adelaide Feliciana Lima Duarte, irmã do Visconde de Lima Duarte e bisneta do inconfidente José Aires Gomes, consórcio este que deu origem ao ramo mineiro dos Andradas.
Formou-se em direito pela Faculdade de Direito de São Paulo (1891), juntamente com Delfim Moreira, Veceslau Brás, João Baptista Martins e outros fundou o Clube Republicano dos Estudantes Mineiros, nesta ocasião, ainda estudante funda o Partido Operário Barbacenense. Na faculdade teve como colega de turma Afrânio de Melo Franco.
Começou a vida pública como promotor público em Ubá. Foi professor de história geral e de direito comercial na Academia de Comércio de Juiz de Fora (1894 - 1898). Até 1902 exerceu a advocacia privada. Foi colaborador e depois proprietário do Jornal do Comércio de Juiz de Fora, fundou ainda o Diário Mercantil (1912) naquela cidade, onde foi também vereador. Foi colaborador do Jornal do Commercio do Rio de Janeiro. Foi prefeito de Belo Horizonte em 1905.
Conhecido como homem gentil, elegante e habilidoso, foi secretário de Estado de Finanças. no governo Francisco Sales, exerceu novamente o cargo de vereador e agente executivo (prefeito) de Juiz de Fora, que acumulou com as funções de senador ao Congresso Mineiro até 1911, ocasião em que renunciou ao mandato estadual para tomar posse como deputado federal; no Governo Venceslau Brás foi líder da maioria do governo na Câmara dos Deputados. Em 1917 deixou a Câmara Federal para ser ministro da Fazenda, no governo do presidente Venceslau Brás, cargo que ocupou até 1918. Retornando à Câmara exerceu novamente a liderança da maioria no período da presidência de Artur Bernardes. Em 1925 ocupou o cargo de senador da República. Foi presidente do estado de Minas Gerais, entre 1926 - 1930, por sua iniciativa e na sua gestão foi instituído em Minas o voto secreto. Foi o principal articulador e organizador da Aliança Liberal e um dos líderes da Revolução de 30. Antônio Carlos disse em discurso, ainda em 1929: "Façamos a revolução antes que o povo a faça". Exerceu a presidência da República em 1935 ao substituir Getúlio Vargas no cargo quando este viajou ao Uruguai e à Argentina. Elegeu-se para a Assembleia Nacional Constituinte de 1933 da qual foi seu presidente, e depois presidiu a Câmara dos Deputados até 1937. Democrata convicto, abandonou a política, desiludido com o golpe do Estado Novo dado por Getúlio Vargas.
Permitiu-se uma única manifestação política durante o Estado Novo, em 1942, à qual o governo de Vargas não teve condições de reagir - e que abriu caminho para o Manifesto dos Mineiros, ao dar entrevista à revista Diretrizes, dirigida por Maurício Goulart e Samuel Wainer, na época considerada verdadeiro "furo" de reportagem; a manchete continha a declaração do entrevistado: "As democracias vencerão a opressão; sou virtualmente contra as ditaduras".
Três municípios brasileiros são denominados em memória de Antônio Carlos Ribeiro de Andrada: Antônio Carlos (Minas Gerais), Antônio Carlos (Santa Catarina) e Andradas (Minas Gerais).

## Carreira política[14]

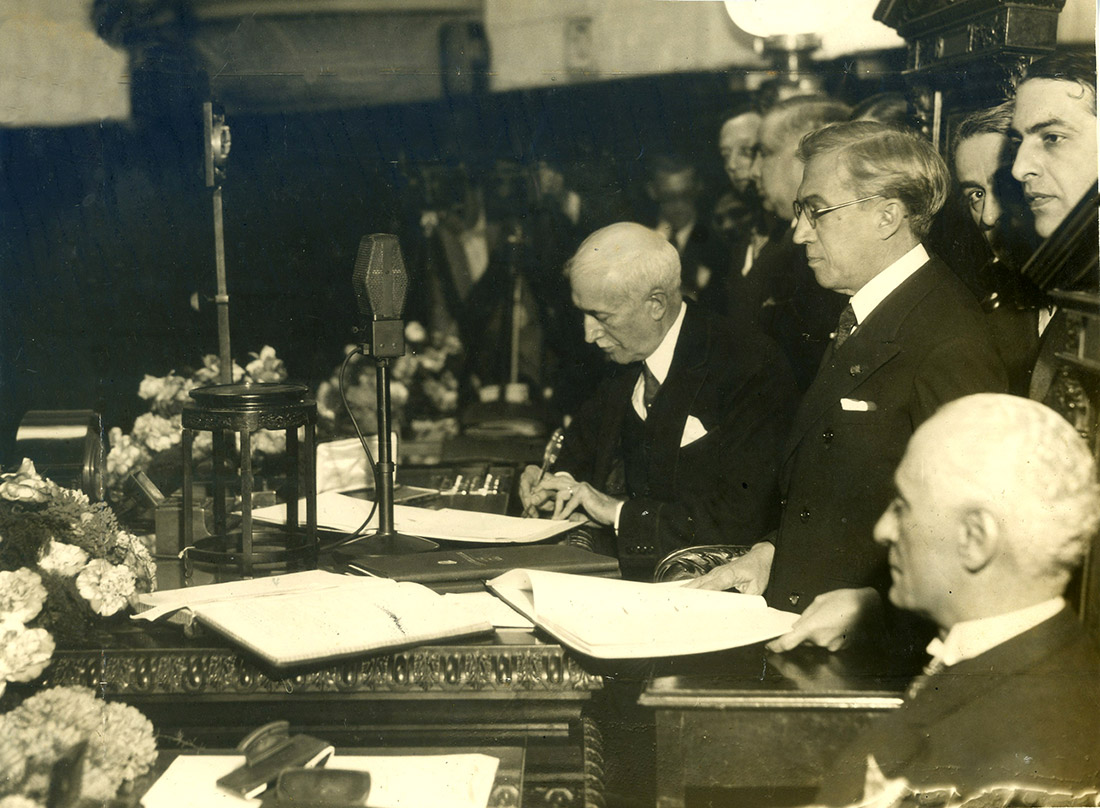
Antônio Carlos Ribeiro de Andrada, presidente da Assembleia Constituinte, assina a Constituição de 1934

- Bacharel em Direito pela Faculdade de Direito do Largo São Francisco, aos 21 anos;
- Promotor público e juiz municipal em Ubá, aos 23 anos;
- Secretário de Finanças de Minas Gerais e prefeito de Belo Horizonte, aos 30 anos;
- Senador estadual e prefeito de Juiz de Fora, aos 37 anos;
- Deputado federal e líder da câmara, aos 40 anos;
- Ministro da Fazenda, aos 47 anos;
- Senador Federal e Presidente do Estado de Minas Gerais, aos 55 anos;
- Presidente da Assembleia Nacional Constituinte de 1934, e
- Presidente da Câmara dos Deputados, aos 64 anos.

## Família
Era casado com Da. Julieta de Araújo Lima Guimarães, filha de Domingos Custódio Guimarães Filho, Barão do Rio Preto, e neta do Visconde de Pirassununga, Joaquim Henrique de Araújo, e também neta de Domingos Custódio Guimarães,  Visconde de Rio Preto, que foi o décimo sexto filho do casal Pedro Custódio Guimarães e Thereza Maria de Jesus; por sua vez Thereza Maria de Jesus foi uma das filhas de Ana Maria do Nascimento, a primeira filha do casal de açorianos da ilha do Faial Júlia Maria da Caridade e Diogo Garcia, casados em São João Del Rei em 1724. Julieta de Araújo Lima Guimarães era também bisneta do Marquês de Olinda, este último estadista pernambucano, senador e regente do Império. Deste casamento teve os seguintes filhos: José Bonifácio Olinda de Andrada, professor de finanças públicas e Secretário de Estado em Minas Gerais; Fábio Bonifácio Olinda de Andrada, deputado e constituinte mineiro de 1934 e as senhoras Antonieta, Luísa, artista plástica e Ilka Maria de Andrada Tostes, casada com o deputado federal constituinte por Minas Gerais em 1946, Lahyr Paletta de Rezende Tostes.

## Publicações
- O ministro da Fazenda da Independência e da Maioridade, Revista do Instituto Histórico e Geográfico Brasileiro, tomo 76, parte I. Rio de Janeiro; Imprensa Nacional; 1915; pg. 361-415 e em Rio de Janeiro: Jacinto Ribeiro dos Santos, 1918.
- Bancos de emissão do Brasil. Rio de Janeiro: Livraria Leite Ribeiro, 1923.
- A crise. O Câmbio. O papel-moeda. A carteira de redescontos. Discurso pronunciado em sessão de 29 de julho de 1921 na Câmara dos Deputados. Rio de Janeiro: Imprensa Oficial, 1921.
- Mensagem do presidente Antônio Carlos Ribeiro de Andrada apresentada ao Congresso mineiro. Belo Horizonte: Imprensa Oficial, agosto de 1927.
- Relatório do Ministro da Fazenda. Rio de Janeiro: Imprensa Nacional, 1918.